# Jan Kamiński (pisarz)
Jan Ryszard Kamiński (ur. 1947 na Mazowszu) – polski pisarz, aktor, eseista.
Ukończył filologię polską na Uniwersytecie Warszawskim. Nauczyciel języka polskiego w liceach w: Ostrej Górze, Janowie i Białymstoku. Przez wiele lat członek zespołu redakcyjnego pisma artystyczno-literackiego „Kartki”.
Jest laureatem Nagrody Literackiej Prezydenta Miasta Białegostoku im. Wiesława Kazaneckiego za 2011 rok.
Mieszka w Jaryłówce oraz w Białymstoku.

## Utwory pisane
- Querida (1989) – powieść
- Daleko, coraz dalej – cicho, coraz ciszej (1992) – powieść
- Fuga (1996) – powieść
- Metafizyka prowincji (2000) – rozmowy z ludźmi nauki i kultury z Podlasia
- Książka Meldunkowa (2011) – powieść[3]
- Czas Budzika (2013) – powieść
- Po stronie cieni (2016) – powieść

## Aktor
- Człowiek z cienia (1994) – prokurator[4]
- Czerwona rewolucja (1998) – dr Kruger[4]